# Obujam
Volumen, obujam ili zapremina (lat. volumen: zavoj, svitak), oznaka {\displaystyle V}, veličina definirana kao broj jedinica prostora što ga obuhvaća neko tijelo. Mjerna je jedinica volumena kubični metar (m3). Za jedinicu mjere obujma uzima se kocka čija stranica ima jediničnu duljinu (1 cm, 1 dm, 1 m i slično), pa se on mjeri u kubičnim jedinicama (cm3, dm3, m3 i slično), a često se izražava i litrama. Jedinica je obujma u SI-ju kubični metar, oznaka m3, definiran obujmom kocke kojoj su bridovi dugi po jedan metar. Postoje i stare mjerne jedinice koje se još danas rabe, na primjer galon. Volumen imaju stoga samo trodimenzionalna tijela, dok likovi u jednoj dimenziji (na primjer linije) i dvjema dimenzijama (na primjer kvadrat) nemaju volumen, to jest on im je jednak nuli. Matematički se obujam definira s pomoću integralnog računa, aproksimirajući tijelo kao zbroj volumena velika broja vrlo malih kocaka.

## Druge SI jedinice za volumen
Jedinica za volumen (zapreminu) je kubični metar (m3) iako se pored ove jedinice mogu koristiti i manje jedinice (dm3, cm3, mm3). 
1 m3 = 1000 dm3
1 dm3 = 1000 cm3
1 cm3 = 1000 mm3
Pored navedenih jedinica također su često u upotrebi i sljedeće jedinice:
1 l (ili L) = 1 dm3
1 ml = 1 cm3

## Obrasci za obujam
| Geometrijsko tijelo                                               | Jednadžba za volumen | Varijabla ili promjenjivica |
| ----------------------------------------------------------------- | --- | --- |
| Kocka                                                             | {\displaystyle a^{3}\;} | a = duljina bilo koje stranice |
| Valjak                                                            | {\displaystyle r^{2}\cdot \pi \cdot h\;} | r = polumjer osnovice ili baze, h = visina |
| Prizma                                                            | {\displaystyle B\cdot h} | B = ploština ili površina osnovice, h = visina |
| Kvadar                                                            | {\displaystyle l\cdot w\cdot h} | l = duljina, w = širina, h = visina |
| Trostrana prizma                                                  | {\displaystyle {\frac {1}{2}}\cdot b\cdot h\cdot l} | b = osnovna dužina trokuta, h = visina trokuta, l = duljina prizme ili udaljenost između osnovica trokuta                                           |
| Kugla                                                             | {\displaystyle {\frac {4}{3}}\cdot \pi \cdot r^{3}} | r = polumjer kugle |
| Elipsoid                                                          | {\displaystyle {\frac {4}{3}}\cdot \pi \cdot a\cdot b\cdot c} | a, b, c = poluosi elipsoida |
| Torus                                                             | {\displaystyle (\pi \cdot r^{2})(2\cdot \pi \cdot R)=2\cdot \pi ^{2}\cdot R\cdot r^{2}} | r = manji polumjer (polumjer cijevi), R = glavni polumjer (udaljenost od središta cijevi do središta torusa)                                        |
| Piramida                                                          | {\displaystyle {\frac {1}{3}}\cdot B\cdot h} | B = ploština ili površina osnovice, h = visina piramide                                                                                             |
| Četverostrana piramida                                            | {\displaystyle {\frac {1}{3}}s^{2}h\;} | s = dužina osnovice, h = visina |
| Pravokutna piramida                                               | {\displaystyle {\frac {1}{3}}\cdot l\cdot w\cdot h} | l = duljina, w = širina, h = visina |
| Stožac                                                            | {\displaystyle {\frac {1}{3}}\cdot \pi \cdot r^{2}\cdot h} | r = polumjer kružne osnovice, h = visina stožca |
| Tetraedar                                                         | {\displaystyle {{\sqrt {2}} \over 12}\cdot a^{3}\,} | dužina jednakostraničnog trokuta {\displaystyle a}                                                                                                  |
| Paralelepiped                                                     | {\displaystyle a\cdot b\cdot c\cdot {\sqrt {K}}} {\displaystyle {\begin{aligned}K=&1+2\cos(\alpha )\cos(\beta )\cos(\gamma )\\&-\cos ^{2}(\alpha )-\cos ^{2}(\beta )-\cos ^{2}(\gamma )\end{aligned}}} | a, b, i c su dužine paralelepipeda, a α, β, i γ su unutarnji kutovi između stranica                                                                 |
| Bilo koje geometrijsko tijelo (potreban integralni račun)         | {\displaystyle \int _{a}^{b}A(h)\,\mathrm {d} h} | h = bilo koja visina tijela, A(h) = površina poprečnog prereza okomitog na h, zadana kao funkcija položaja uzduž h. Ovo vrijedi za bilo koji oblik. |
| Bilo koji rotirajući geometrijski lik (potreban integralni račun) | {\displaystyle \pi \int _{a}^{b}\left({\left[R_{O}(x)\right]}^{2}-{\left[R_{I}(x)\right]}^{2}\right)\mathrm {d} x}                                                                                     | {\displaystyle R_{O}} i {\displaystyle R_{I}} su funkcije koje prikazuju vanjski i unutarnji polumjer funkcije.                                     |

### Obujam stožca, kugle i valjka jednakog polumjera i visine
Može se dokazati da se volumeni stožca, kugle i valjka jednakog polumjera i visine odnose kao 1 : 2 : 3. Neka polumjer geometrijskih tijela bude r i visina h (za kuglu visina h jednaka je 2r), onda će volumen stožca biti:
{\displaystyle {\tfrac {1}{3}}\pi r^{2}h={\tfrac {1}{3}}\pi r^{2}(2r)=({\tfrac {2}{3}}\pi r^{3})\times 1,}
volumen kugle:
{\displaystyle {\tfrac {4}{3}}\pi r^{3}=({\tfrac {2}{3}}\pi r^{3})\times 2,}
i volumen valjka:
{\displaystyle \pi r^{2}h=\pi r^{2}(2r)=({\tfrac {2}{3}}\pi r^{3})\times 3.}
Otkriće odnosa volumena 2 : 3 za volumene kugle i valjka se pripisuje Arhimedu.

## Angloameričke mjerne jedinice za obujam
Angloameričke jedinice su skup vrlo raznolikih pojedinačnih mjernih jedinica ili jedinica nekoherentnih sustava, nastalih u zemljama engleskoga govornoga područja; tradicijom su se zadržale do danas, a zbog velikoga političkog i gospodarskog utjecaja još se rabe u međunarodnoj trgovini i razmjeni informacija. Razlikuju se dvije skupine angloameričkih jedinica: 
- engleske jedinice ili imperijalni sustav mjera (takozvane UK jedinice) koje se upotrebljavaju u Ujedinjenome Kraljevstvu, odakle su se proširile po bivšim britanskim kolonijama, te
- američke jedinice ili američki sustav mjera (takozvane US jedinice), koje se upotrebljavaju u SAD-u.

Angloameričke jedinice se po mnogim osobitostima razlikuju od takozvanih metarskih mjernih jedinica (međunarodni sustav mjernih jedinica): veće i manje jedinice tvore se na različite načine (kadšto s omjerom 12; na primjer inč ili palac), međusobno su neskladne pa za preračunavanja valja upotrebljavati mnoge pretvorbene čimbenike ili faktore, jedinice jednakih naziva imaju u raznim zemljama i za različite potrebe različite vrijednosti (na primjer barel), i obratno, jedinice jednakih vrijednosti imaju u različitim zemljama različite nazive (na primjer cental). UK jedinice oslanjale su se na vlastite pramjere (tek su od 1963. oslonjene na metarske jedinice), a US jedinice nisu nikada bile sustavno ozakonjene. U svim se tim zemljama angloameričke jedinice postupno zamjenjuju SI jedinicama. Osnovne jedinice tih sustava jesu za duljinu stopa, za vrijeme sekunda i za masu funta.
Američke i britanske mjerne jedinice za obujam uključuju: kubni palac (cu in), kubnu stopu (cu ft), kubni jard (cu yd), kubna milja (cu mi), čajna žličica, žlica, unca tekuća (fl oz), dram tekući (fl dr), gill (gi), pinta tekuća (pt), četvrtina (quart) tekuća (qt), galon (gal), minim (min), barel (bbl), pek (pk), bušel (bu), hogshead.

### Galon
Galon (engl. gallon < sjevernofranc. galon, starofranc. jalon, možda iz kelt.; oznaka gal) je angloamerička mjerna jedinica obujma, rabi se za izražavanje obujma tekućina. Razlikuju se engleski galon (UK galon), vrijednosti oko 4,546 litara, i američki galon (US galon), vrijednosti oko 3,785 litara. Od UK galona izvode se veće i manje jedinice, a od US galona samo manje jedinice.

### Barel
Barel (engl. barrel < starofranc. baril: bačvica < pučkog lat. barriculus; oznaka bbl) je naziv mnogih angloameričkih mjernih jedinica obujma ili mase, različitih vrijednosti, ovisno o državi, robi i namjeni. Obujamni bareli iznose od 31 do 42 galona (oko 117 do 159 litara), a vrijednost je masenih vrlo različita, na primjer barel soli 127 kg, barel brašna 88,9 kg, barel maslaca 101,6 kg. U međunarodnoj trgovini naftom i derivatima rabi se naftni barel (engl. petroleum barrel), vrijednosti 42 US galona, to jest približno 159 litara.

### Pinta
Pinta (franc. pinte) je stara mjerna jedinica obujma. U prošlosti je bilo mnogo različitih pinti, a u nas se upotrebljavala starohrvatska ili zagrebačka pinta, kojoj je do 1733. vrijednost bila oko 3,124 litre, poslije oko 3,332 litre, madžarska pinta, vrijednosti oko 1,666 litre, i bečka pinta (mjerača, bokal, bečka oka), kojoj je od 1761. do uvođenja Metarskoga sustava vrijednost bila oko 1,415 litre. Pinta tekuća (pt) u američkom sustavu mjera iznosi 473,176 5 ml,  a u imperijalnom sustavu mjera oko 568,2 ml.

### Bušel
Bušel (engl. bushel; oznaka bu) je angloamerička jedinica obujma suhih tvari, vrijednosti britanski bu = 8 galona = 36,368 72 litre, američki bu = 2150,42 in³ = 35,239 070 160 88 litre.

### Dram
Dram (grč. δραχμή: pregršt novca; oznaka dr) je naziv dviju neovisnih zastarjelih mjernih jedinica mase. Turski dram (tur. dirhem) naziv je za stotinku turske litre (četvrtine oke), vrijednosti oko 3,205 grama. Engleski i američki dram nazivi su za šesnaestinku unce, vrijednosti dr = lb/256 ≈ 1,772 grama.

## Vanjske poveznice
- Volume - Dry Online Interactive Unit Converter  Arhivirana inačica izvorne stranice od 4. ožujka 2021. (Wayback Machine)
- Volume or capacity conversion of English and American units to metric units
- Online Unit Converter - Conversion of many different units  Arhivirana inačica izvorne stranice od 7. svibnja 2005. (Wayback Machine)
- Conversion Calculator for Units of Volume for many units (Cleave Books)  Arhivirana inačica izvorne stranice od 27. listopada 2004. (Wayback Machine)